# Lake Goodwin (Washington)
Lake Goodwin es un lugar designado por el censo (en inglés, census-designated place, CDP) ubicado en el condado de Snohomish, en el estado de Washington, Estados Unidos. Según el censo de 2020, tiene una población de 4,462 habitantes.

## Geografía
La localidad está ubicada en las coordenadas 48°8′7″N 122°16′34″O / 48.13528, -122.27611 (48.135355, -122.276171).

## Demografía
Según la Oficina del Censo en 2000 los ingresos medios por hogar en la localidad eran de $65.044, y los ingresos medios por familia eran de $67.346. Los hombres tenían unos ingresos medios de $47.400 frente a los $31.597 para las mujeres. La renta per cápita para la localidad era de $27.332. Alrededor del 1,2% de la población estaban por debajo del umbral de pobreza.
Según la estimación 2015-2019 de la Oficina del Censo, los ingresos medios por hogar en la localidad eran de $96.078 y los ingresos medios por familia eran de $105.813. El 7,7% de la población está en situación de pobreza.